# Typ 24-klass (torpedbåt)
Typ 24-klassen (även kallad Raubtier-klassen) var en klass av sex torpedbåtar som byggdes för Reichsmarine under 1920-talet. Som en del av det senare Kriegsmarine utförde båtarna flera patruller under det spanska inbördeskriget i slutet av 1930-talet. En av dem sänktes i en oavsiktlig kollision strax innan andra världskriget inleddes i september 1939 och de andra eskorterade fartyg och sökte efter smuggelgods i början av kriget. Efter att ha överförts till Frankrike i slutet av året började Typ 24-torpedbåtarna lägga ut minfält i Engelska kanalen.
De överlevande båtarna rustades upp i början av 1941 och överfördes sedan till Skagerrak för att eskortera fartyg. I början av 1942 fanns det bara två enheter kvar, och de återvände till Frankrike för att delta i Operation Cerberus. Ytterligare en båt förlorades några månader senare när den försökte eskortera ett handelsfartyg genom kanalen i maj. Den sista överlevande båten, Jaguar, tillbringade de kommande åren med att lägga ut minfält, eskortera blockadlöpare och ubåtar genom Biscayabukten och konvojer i norska vatten. Kort efter den allierade invasionen av Normandie i juni 1944 sänktes hon av brittiska bombplan.

## Design och beskrivning
Typ 24-klassen var något större än den föregående Typ 23 och hade vissa stegvisa förbättringar baserade på erfarenheterna från Typ 23. Båtarna led så svårt av lovgirighet att det var "nästan omöjligt att hålla kurs i vind och vid låg hastighet".
Båtarna hade en total längd på 92,6 meter och var 89 meter långa vid vattenlinjen. De hade en bredd på 8,65 meter, ett djupgående på 3,52 meter och ett deplacement på 945 ton vid standardlast och 1340 ton vid fullast. Deras skrov var indelat i 13 vattentäta skott och var försett med en dubbelbotten som täckte 96% av skrovets längd. Deras besättning bestod av 129 officerare och sjömän.
Typ 24 hade två uppsättningar ångturbiner som var och en drev en trebladig propeller på 2,35 meter, med hjälp av ånga från tre vattenrörspannor med ett tryck på 18,5 kg/cm2 (1 814 kPa; 263 psi). Turbinerna var konstruerade för att producera 23 000 shp (17 000 kW) för en hastighet på 34 knop (63 km/h). Fartygen skulle ha en räckvidd på 3 900 nautiska mil (7 200 km) vid 17 knop (31 km/h), men den verkliga räckvidden visade sig vara endast 1 997 nautiska mil (3 698 km) vid den hastigheten.

### Bestyckning och sensorer
Ursprungligen var torpedbåtarna i Typ 24-klassen försedda med tre enkelmonterade 10,5 cm SK C/28 kanoner av kaliber 52, en framför och två bakom överbyggnaden, numrerade från ett till tre från fören till aktern. Fästena hade ett höjdintervall från -10° till +30° och kanonerna avfyrade projektiler på 14,7 kg med en mynningshastighet på 925 m/s. De hade en räckvidd på 17 250 meter vid maximal elevation. Några av dessa kanoner ändrades för att använda ammunition från SK C/32-kanonen som vägde 15,1 kilo och ökade mynningshastigheten till 785 m/s. Den nya ammunitionen hade en maximal räckvidd på 15 175 meter vid en höjd av 44,4°. Varje kanon var försedd med 100 patroner.
Fartygen i klassen hade sex 50 cm torpedtuber ovanför vattnet i två trippelmontage och kunde också medföra upp till 30 minor. Efter 1931 ersattes torpedtuberna av nya på 53,3 cm som troligen använde torped G7a. Denna torped hade en stridsspets på 300 kilo och tre inställningar för hastighet/räckvidd: 14 000 meter vid 30 knop (56 km/h), 8 000 meter vid 40 knop (74 km/h) och 6 000 meter vid 44 knop (81 km/h).
Ett par 20 mm C/30 luftvärnskanoner lades också till efter 1931. Kanonen hade en effektiv eldhastighet på cirka 120 skott per minut. Den avfyrade projektiler på 0,12 kilo med en mynningshastighet på 875 m/s vilket gav den ett tak på 3 700 meter och ett maximalt horisontellt avstånd på 4 800 meter. Varje torpedbåt hade 2 000 skott per kanon. Tillägg under kriget var ett extra par enkelmonterade 20 mm kanoner strax framför kanon nr 2. I slutet av 1942 ersattes de av en fyrdubbelt monterad 20 mm kanon. Andra kanoner som lades till var tre 20 mm kanoner placerade runt den bakre skorstenen, ytterligare ett par monterade på bryggvingarna och en kanon som lades till framför bryggan, alla i enkelmontage. Omkring 1944 installerades en FuMB 4 Sumatra-radardetektor, liksom radar.

## Skepp i klassen

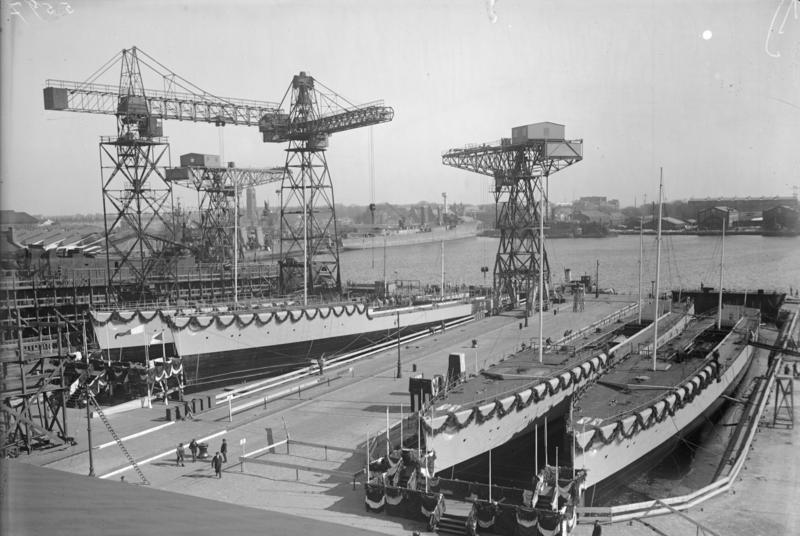
Tiger, Luchs, Jaguar, och Leopard sjösätts

| Namn    | Varv                                           | Kölsträckt   | Sjösatt         | Färdigställd     | Öde                                                             |
| ------- | ---------------------------------------------- | ------------ | --------------- | ---------------- | --------------------------------------------------------------- |
| Wolf    | Reichsmarinewerft Wilhelmshaven, Wilhelmshaven | 8 mars 1927  | 12 oktober 1927 | 15 november 1928 | Sänktes av en mina 8 januari 1941                               |
| Iltis   | Reichsmarinewerft Wilhelmshaven, Wilhelmshaven | 8 mars 1927  | 12 oktober 1927 | 1 oktober 1928   | Sänkt av brittiska motortorpedbåtar 13 maj 1942                 |
| Jaguar  | Reichsmarinewerft Wilhelmshaven, Wilhelmshaven | 4 maj 1927   | 15 mars 1928    | 15 augusti 1929  | Förstörd i en bombräd 14 juni 1944                              |
| Leopard | Reichsmarinewerft Wilhelmshaven, Wilhelmshaven | 4 maj 1927   | 15 mars 1928    | 1 juni 1929      | Sänkt i en kollision med minfartyget Preussen 30 april 1940     |
| Luchs   | Reichsmarinewerft Wilhelmshaven, Wilhelmshaven | 2 april 1927 | 15 mars 1928    | 15 april 1929    | Torpederad av ubåten HMS Thames 26 juli 1940                    |
| Tiger   | Reichsmarinewerft Wilhelmshaven, Wilhelmshaven | 2 april 1927 | 15 mars 1928    | 15 januari 1929  | Sänkt i en kollision med jagaren Z3 Max Schultz 27 augusti 1939 |

## Tjänstgöring
De flesta av båtarna tilldelades till en början den 3:e torpedbåts-halvflottiljen. I slutet av 1936 hade Kriegsmarine omorganiserat sina torpedbåtar i flottiljer med Leopard och Luchs i den 2:a torpedbåtsflottiljen och Wolf, Iltis, Jaguar och Tiger placerades i den 3:e torpedbåtsflottiljen. Båda flottiljerna gjorde flera insatser i Spanien under det spanska inbördeskriget. Omkring juni 1938 omorganiserades flottiljerna på nytt och Leopard och Luchs överfördes till den 4:e torpedbåtsflottiljen. De andra båtarna var antingen i ombyggnad eller i reserv. Den 1 juli omnumrerades 3:e flottiljen till den 6:e flottiljen. Strax före den tyska krigsförklaringen mot Polen den 1 september 1939 sänktes Tiger av en tysk jagare som råkade ramma henne under en nattövning.

### Andra världskriget

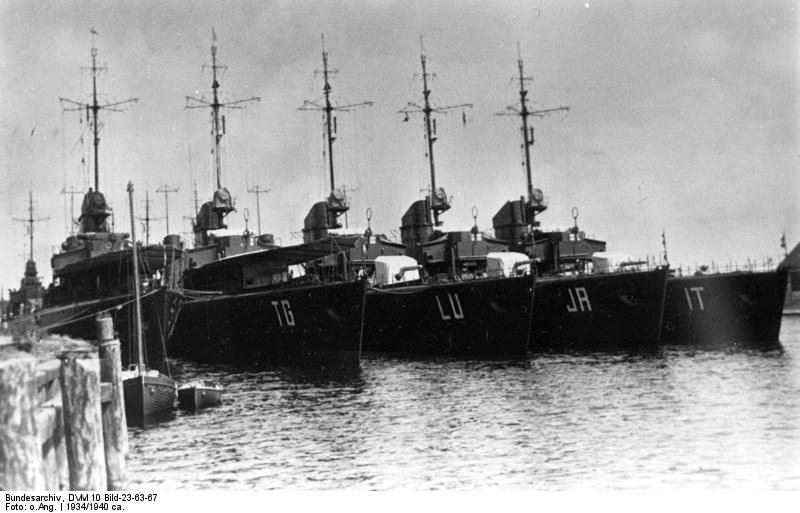
Tiger, Luchs, Jaguar och Iltis ankrade tillsammans någon gång under 1934

I början av kriget upplöstes den 4:e flottiljen och båtarna överfördes till 5:e och 6:e torpedbåtsflottiljerna. Alla Typ 24-båtarna understödde minutläggningarna i Nordsjön som inleddes den 3 september 1939, utom Jaguar. Mellan den 14 och 16 december patrullerade Jaguar och torpedbåten Seeadler i Skagerrak och erövrade sex fartyg.
Iltis höll på att rustas upp, men alla de andra Typ 24-klass torpedbåtarna bidrog i invasionen av Norge i april 1940. Leopard och Wolf fick i uppdrag att stödja anfallet mot Bergen medan Luchs fick i uppdrag att hjälpa till att inta Kristiansand. Jaguar transporterade förstärkningar till Kristiansand. När Leopard tillsammans med Wolf eskorterade en grupp minfartyg som återvände från att ha lagt ut ett minfält i Skagerrak den 30 april, sjönk Leopard när hon av misstag rammades av ett av minfartygen.
Den 6:e flottiljen upplöstes i april och alla torpedbåtarna placerades i den 5:e flottiljen som fortsatte att eskortera minfartyg och skadade fartyg mellan Norge och Tyskland under de kommande månaderna. Under ett av dessa uppdrag sänktes Luchs av antingen en ubåt eller en flytande mina den 26 juli. Flottiljen skyddade minutläggningar i Nordsjön i augusti och september innan den flyttades till Engelska kanalen i oktober. Den första insatsen för att söka efter allierade handelsfartyg misslyckades, men en annan insats den 11-12 oktober sänkte fyra små fartyg. Flottiljens båtar började nu själva lägga ut minfält under resten av året och fram till början av 1941. Wolf sänktes under ett sådant uppdrag den 8 januari när hon själv träffade en mina.
Iltis och Jaguar var nu de enda överlevande båtarna i klassen. De fortsatte att lägga ut minfält och eskorterade bland annat två slagskepp genom Biscayabukten den 22 mars efter dessas räd i Nordatlanten. Systerskeppen påbörjade ombyggnader nästa månad och förflyttades sedan till Skagerrak där de eskorterade konvojer fram till oktober. De överfördes till Frankrike i januari 1942 och anslöt sig åter till 5:e flottiljen och var några av eskorterna genom kanalen under Operation Cerberus i februari. Båda båtarna hjälpte till att eskortera en tysk hjälpkryssare genom kanalen i mars, men Iltis sänktes den 13 maj när hon försökte eskortera ett annat fartyg. Jaguar var därmed den enda överlevande båten och hon stannade kvar i Frankrike resten av året och hjälpte till att eskortera tyska blockadlöpare som seglade från hamnar i Biscayabukten på väg till Japan.
Hon överfördes till norska vatten för eskortuppdrag i början av 1943, men återvände till Frankrike i mitten av året för att hjälpa till att eskortera ubåtar genom Biscayabukten, och fortsatte att göra det i början av augusti. Jaguar hjälpte till att lägga ut ett minfält i kanalen i mars 1944. När de allierade påbörjade sin landstigning i Normandie den 6 juni skickades den 5:e flottiljen ut flera gånger från Le Havre under den följande veckan för att försöka sänka allierade fartyg. De misslyckades och sänkte endast en enda jagare den 6 juni. Jaguar sänktes under en brittisk flygräd natten mellan den 14 och 15 juni.